# Vườn quỷ

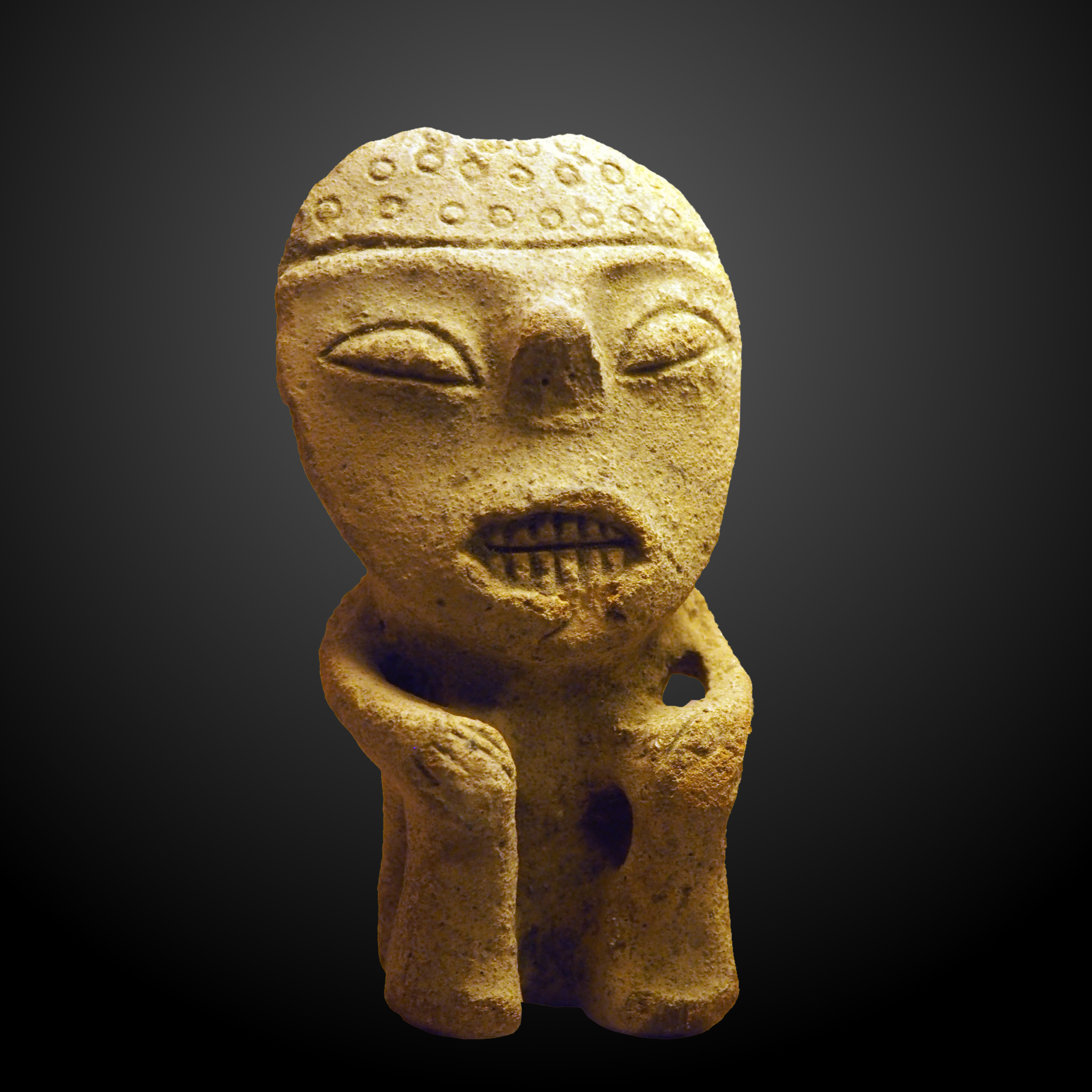
Tượng quỷ Chullachaki bằng đất sét ở Argentina, hiện đang được trưng bày ở viện bảo tàng lịch sử Bern (Thụy Sĩ)

Vườn quỷ (tiếng Kichwa: Supay chakra, tiếng Anh: Devil's garden) là một số khu vực ở rừng mưa Amazon nơi chỉ có tối đa ba loài thực vật cùng chung sống với một quần thể kiến chanh Myrmelachista schumanni. Người dân địa phương tin rằng khu vườn này là nơi trú ngụ của ác quỷ Chullachaki (một linh hồn rừng rậm chuyên dụ và bắt cóc người vào sâu thẳm non xanh).
Vườn quỷ có thể là nơi sinh sống của 600 cây và đàn kiến với ba triệu kiến thợ và 15000 kiến chúa. Trong một thống kê từ năm 2003 đến năm 2004, tốc độ mở rộng và phát triến của vườn quỷ đạt 0,7% một năm. Mối quan hệ giữa kiến và loài ưu thế thường là cộng sinh không bắt buộc dù khá bền chặt, kéo dài hơn 800 năm.

## Tổng quan
Vườn quỷ ở các khu vực khác nhau trong rừng Amazon có thể là nơi sinh sống của loài thực vật khác nhau. Ở vùng Đông Nam Peru, loài thực vật chủ yếu sống ở vườn quỷ là Cordia nodosa và đôi khi có thể có vài cá thể cây Tococa occidentalis. Ở vùng cao hơn, đây là lãnh thổ của loài Tapira guainensis. Ở Đông Nam Ecuador và Đông Bắc, thì loài phổ biến nhất là Duroia hirsuta.